# ویسکی (ناحیه روکیتسانی)
ویسکی (به چکی: Vísky) یک منطقهٔ مسکونی در جمهوری چک است که در ناحیه روکیتسانی واقع شده‌است. ویسکی ۱٫۳۷ کیلومتر مربع مساحت و ۴۳ نفر جمعیت دارد و ۵۶۵ متر بالاتر از سطح دریا واقع شده‌است.